# 2005 في السودان
فيما يلي قوائم الأحداث التي وقعت خلال عام 2005 في السودان.

## أحداث
- 9 يناير – توقيع اتفاقية نيفاشا للسلام الشامل بين جنوب السودان والشمال.[1]
- 6 يوليو – إقرار دستور دائم للبلاد وفق أهم بنود اتفاقية السلام.
- ديسمبر – بلغ حجم ديون السودان الخارجية وفوائدها 27 مليار دولار.[2]

## وفيات
- 30 يوليو – جون قرنق زعيم جنوب السودان في حادث تحطم مروحية.